# Samebakathedraal
De Kathedraal van de heilige Drievuldigheid van Tbilisi (Georgisch:თბილისის წმინდა სამების საკათედრო ტაძარი, Tbilisis tsminda samebis saktatedro tadzari of kortweg სამება, Sameba wat drievuldigheid betelent) is de belangrijkste kathedraal van de Georgisch-Orthodoxe Kerk in de Georgische hoofdstad Tbilisi.
De kathedraal is de zetel van de Katholikos-patriarch van Geheel Georgië en werd gebouwd tussen 1995 en 2004. Het is het grootste religieuze gebouw in Georgië en in de Zuidelijke Kaukasus. Het is de op drie na hoogste orthodoxe kerk in de wereld. Het Basiani Ensemble maakt deel uit van het patriarchaatkoor van de kathedraal.

## Geschiedenis
Het initiatief om een kathedraal te bouwen werd in 1989 genomen ter gelegenheid van het 1.500 jaar bestaan van de autocefale Georgisch-Orthodoxe Kerk.

## Foto's

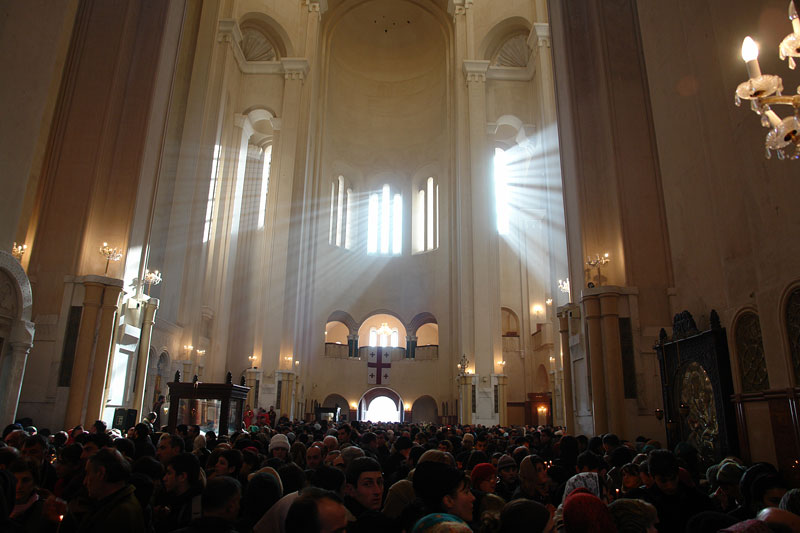
Interieur
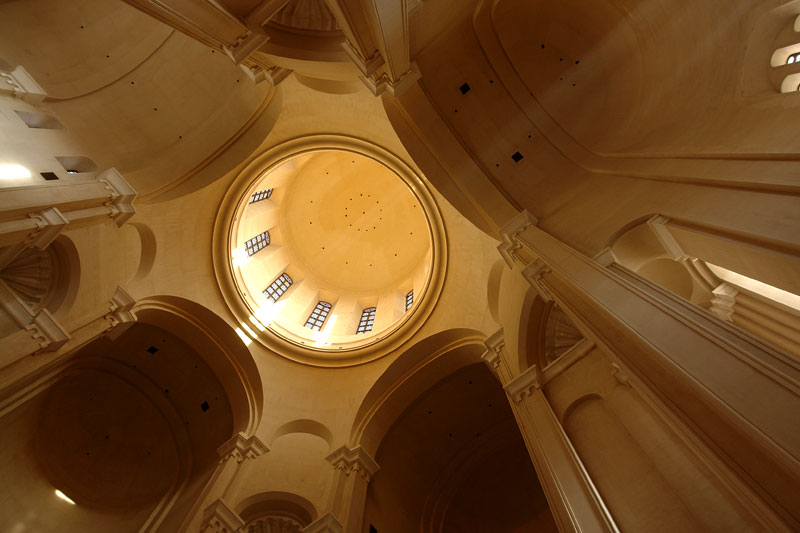
Koepel
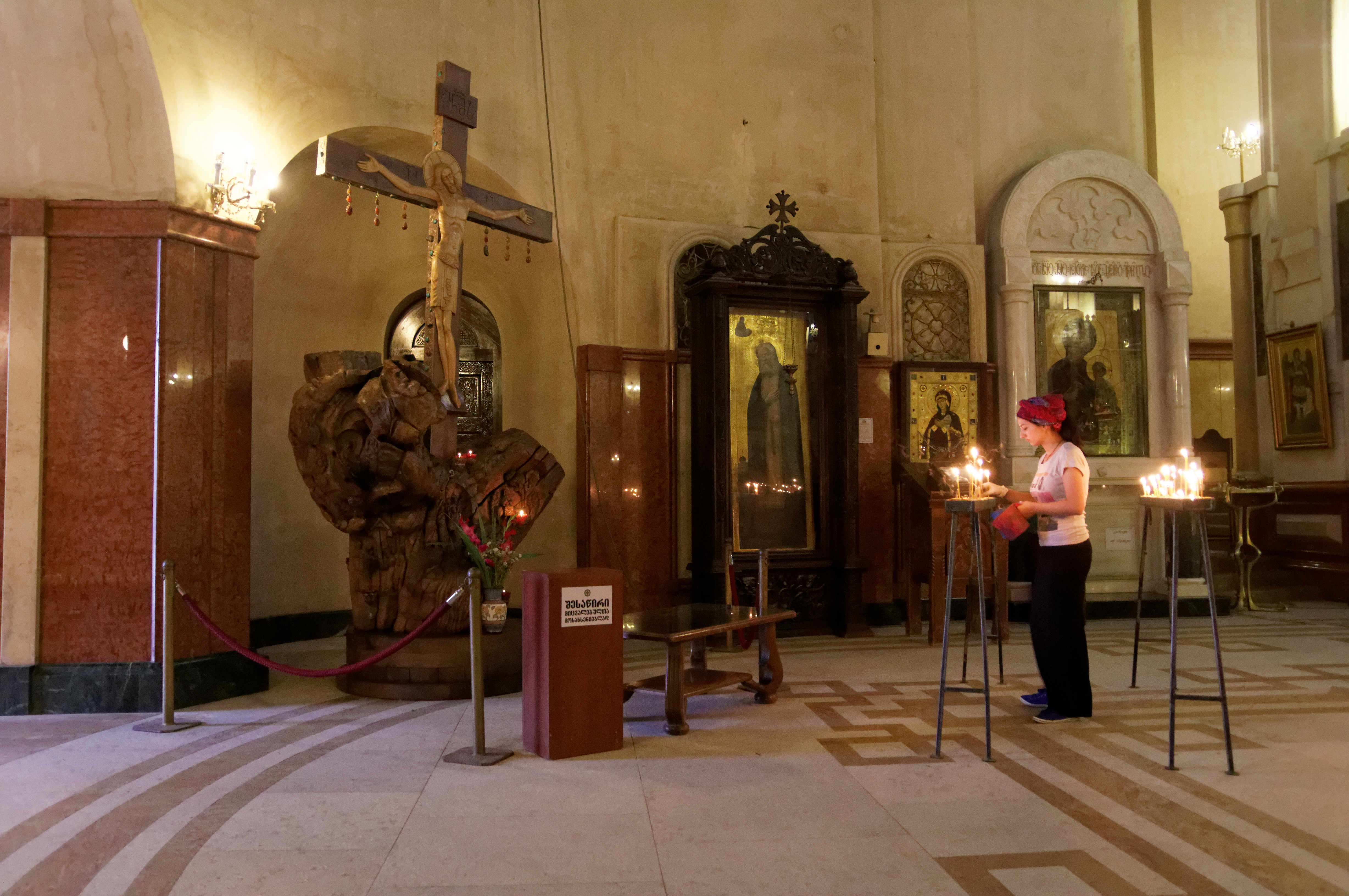
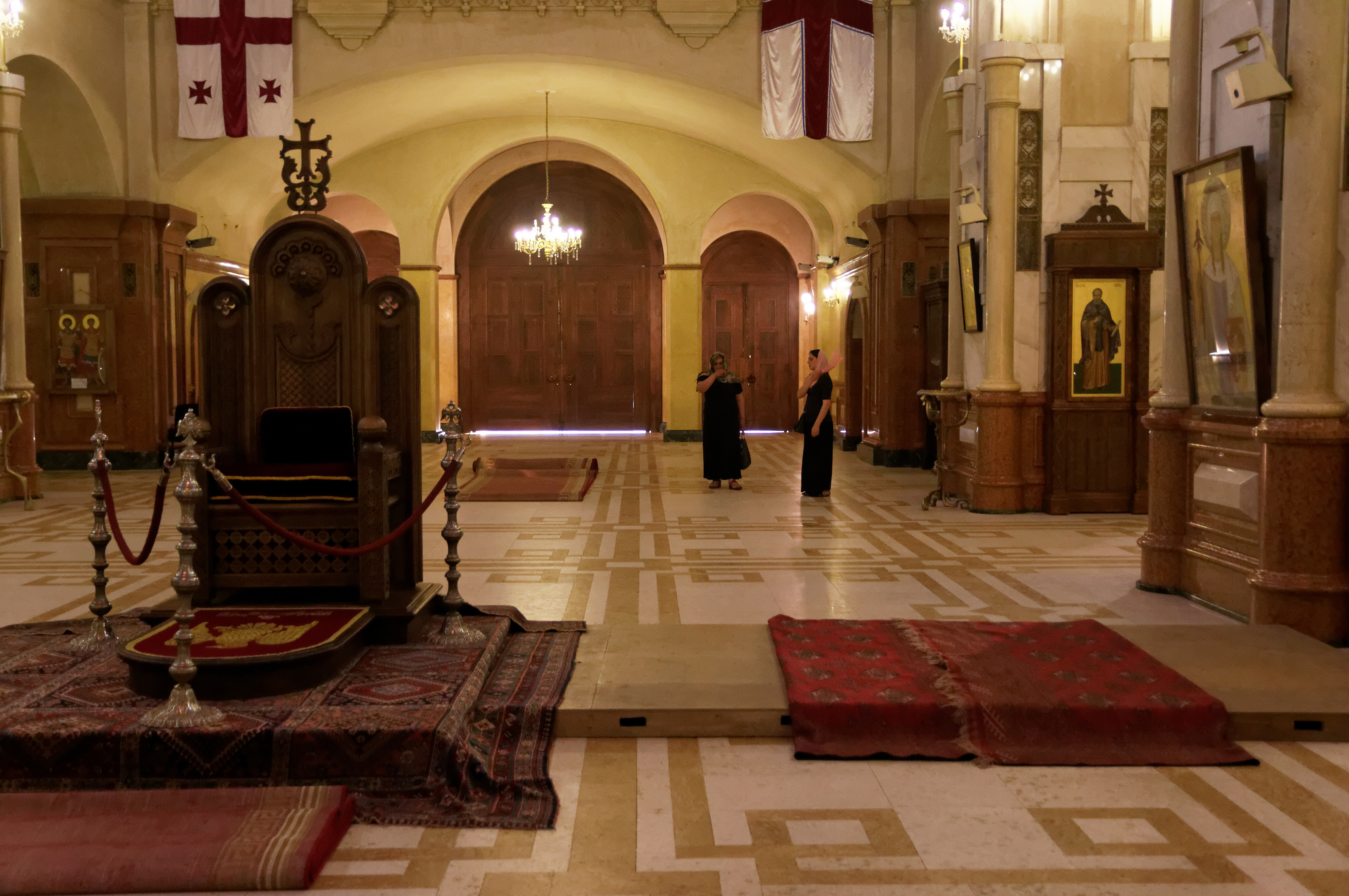
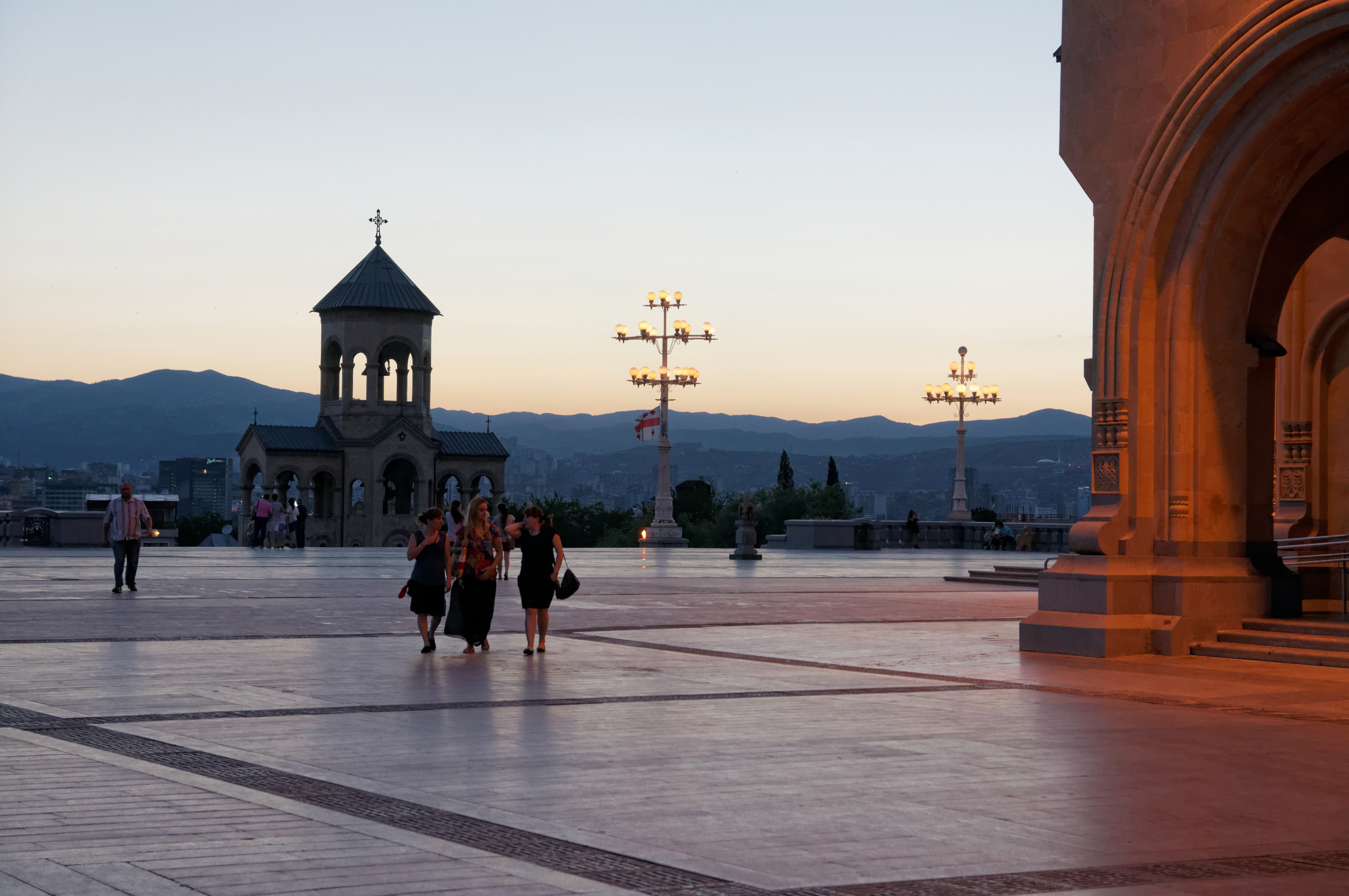